# Hangya Szilveszter
Hangya Szilveszter (Baja, 1994. január 2. –) magyar válogatott labdarúgó, a Budapest Honvéd játékosa.

## Pályafutása
Hangya Szilveszter a Bajai LSE-ben kezdte pályafutását (előtte első próbálkozásai a futball pályán Nagy Dávid /Bajai LSE korábbi labdarúgója/ mellett történtek), majd rövid időn belül klubot váltott és a Kinderball SE-hez igazolt. 15 éves korában egy kiválasztási folyamat során a fővárosi MTK Budapesthez került. Ezt követően az MTK labdarúgó akadémiájára, Agárdra került. A Sándor Károly Akadémián 3 évet töltött, innen került be a korosztályos válogatottba, ahol alapemberként kezelték. 20 évesen az NB I-ben is szerepelhetett. 2014 nyarán féléves kölcsönszerződést írt alá a Dunaújvárossal, itt azonban kevés játéklehetőséget kapott. 2015 januárjában féléves kölcsönszerződést kötött a Vasassal, ez idő alatt alapembere lett a társaságnak, jó teljesítményének köszönhetően a nyáron megvásárolta a klub. A korosztályos válogatottban csapatkapitánnyá választották. Folyamatos behívást kapott Bernd Storck keretéhez is, majd 2016. november 15-én bemutatkozhatott a felnőtt válogatottban. 2017-ben Hangya Szilveszter és a Vasas FC ügyvezetője, Vancsa Miklós 2019. június 30-ig szóló hosszabbítást kötöttek. 2019. július 1-jétől a MOL Fehérvár FC játékosa. 2024 nyarán a Budapest Honvédban folytatta pályafutását.

## Statisztika

### A válogatottban
| Magyarország | Magyarország | Magyarország |
| Év           | Mérk.        | Gólok        |
| ------------ | ------------ | ------------ |
| 2016         | 1            | 0            |
| 2017         | 1            | 0            |
| 2018         | 2            | 0            |
| 2019         | –            | –            |
| 2020         | 4            | 0            |
| 2021         | 2            | 0            |
| Összesen     | 10           | 0            |

### Mérkőzései a válogatottban
| Magyarország | Magyarország       | Magyarország                           | Magyarország | Magyarország | Magyarország  | Magyarország    | Magyarország | Magyarország |
| #            | Dátum              | Helyszín                               | Hazai        | Eredmény     | Vendég        | Kiírás          | Gólok        | Esemény      |
| ------------ | ------------------ | -------------------------------------- | ------------ | ------------ | ------------- | --------------- | ------------ | ------------ |
| 1.           | 2016. november 15. | Budapest, Groupama Aréna               | Magyarország | 0 – 2        | Svédország    | barátságos      | -            | 44'          |
| 2.           | 2017. június 5.    | Budapest, Groupama Aréna               | Magyarország | 0 – 3        | Oroszország   | barátságos      | -            | a szünetben  |
| 3.           | 2018. március 23.  | Budapest, Groupama Aréna               | Magyarország | 2 – 3        | Kazahsztán    | barátságos      | -            | a szünetben  |
| 4.           | 2018. március 27.  | Budapest, Groupama Aréna               | Magyarország | 0 – 1        | Skócia        | barátságos      | -            | a szünetben  |
| 5.           | 2020. október 8.   | Szófia, Vaszil Levszki Nemzeti Stadion | Bulgária     | 1 – 3        | Magyarország  | Eb-selejtező    | -            | 70'          |
| 6.           | 2020. október 11.  | Belgrád, Rajko Mitić Stadion           | Szerbia      | 0 – 1        | Magyarország  | Nemzetek Ligája | -            | a szünetben  |
| 7.           | 2020. november 15. | Budapest, Puskás Aréna                 | Magyarország | 1 – 1        | Szerbia       | Nemzetek Ligája | -            | 68'          |
| 8.           | 2020. november 18. | Budapest, Puskás Aréna                 | Magyarország | 2 – 0        | Törökország   | Nemzetek Ligája | -            | 74'          |
| 9.           | 2021. március 25.  | Budapest, Puskás Aréna                 | Magyarország | 3 – 3        | Lengyelország | vb-selejtező    | -            | 66'          |
| 10.          | 2021. március 31.  | Andorra la Vella, Estadi Nacional      | Andorra      | 1 – 4        | Magyarország  | vb-selejtező    | -            | 88'          |
|              | Összesen           |                                        |              | 10           | mérkőzés      |                 | 0            | gól          |

## Sikerei, díjai
MTK Budapest
- Magyar másodosztályú labdarúgó-bajnokság: 2011–12

 Vasas
- Magyar másodosztályú labdarúgó-bajnokság: 2014–15
- Magyar labdarúgó-bajnokság bronzérmes: 2016–17

 Videoton
- Magyar kupagyőztes: 2018–19
- Magyar labdarúgó-bajnokság ezüstérmes: 2018–19, 2019–20
- UEFA Európa-liga csoportkör: 2018